# 대한민국의 관광

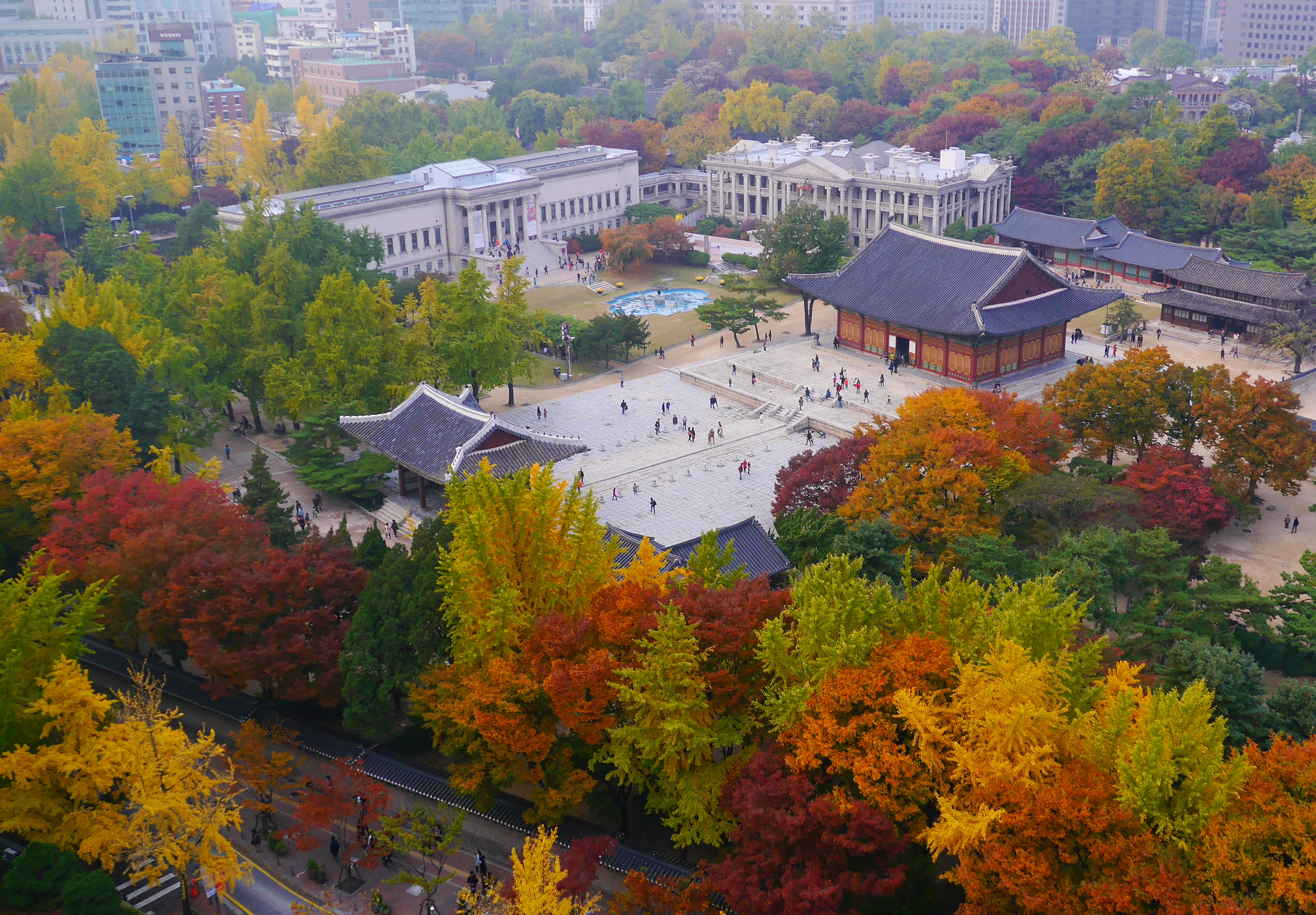
인기있는 관광 명소인 서울의 덕수궁

대한민국의 관광(영어: tourism in South Korea)은 대한민국의 관광 산업을 가리킨다. 2012년에는 1,110만명의 외국인 관광객이 대한민국을 방문하여, 세계에서 20번째로 많이 방문한 나라, 아시아에서 6번째로 많이 방문한 나라가 되었다. 대부분의 외국인 관광객들은 대만, 홍콩,일본에서 온다. 최근 이들 나라에서 "한류"로 알려진 한국 대중 문화의 인기는 관광객 수의 증가로 이어졌다. 서울은 관광객들의 주요 관광지이다. 서울 이외의 인기 있는 관광지로는 설악산 국립공원, 오랜 역사 도시인 경주, 아열대 기후의 화산섬인 제주도가 있다.
특별한 이유가 없는 한 휴전선 이북으로의 여행은 불가능하다. 최근 몇 년간 휴전선 이북에 위치한 금강산으로의 여행이 가능했으나, 동결조치로 인해 2010년 6월 기준 중단된 상태다.

## 관광 산업
한국 관광 산업의 대부분은 국내 관광객에 의해 유지된다. 전국의 광범위한 기차 및 버스 연결망 덕분에 대부분의 대도시는 하루 왕복 거리 안에 있다. 외국인 관광객은 주로 인근 아시아 국가들에서 온다. 대만, 홍콩,일본은 전체 외국인 관광객 수의 약 75%를 차지한다. 또한 한류는 동남아시아와 인도의 관광객 수를 증가시키고 있다. 한국관광공사는 2013년 인도 관광객 10만명 유치를 목표로 하고 있다.
한편 대한민국 정부는 문화체육관광부 와 한국관광공사 가 대한민국 내 관광산업의 지원을 주관한다. 지역 경제의 활성화와 더불어, 해외에서의 지나친 관광 소비를 줄이는 한편, 국가의 대외적인 이미지를 제고하는 것이 이들 기관의 기능이다.

## 내국인 관광객의 여행지
2010년 이후에 내국인 관광객 수가 증가하고 있다. 2015년 기준으로 국내 여행(1일 여행 포함)에 참여한 관광객의 수는 약 2억 3830만명이었다. 이는 2014년의 2억 2710만명에 비해 4.9% 증가한 수치이다. 2014년에 국내 관광에 의한 수입은 14조 4000억원에 달했다.
또한 한국인 해외 관광객 수는 2010년 이후로 증가하고 있다. 2012년부터 2014년까지 해외 관광객 수는 평균 약 8.2% 증가했다. 2014년에 한국인 해외 관광객 수는 약 1610만명에 이르고, 한국의 해외 관광 지출은 194억 6990만 달러였다.

## 역사
과거에 한국인들은 한국 전쟁과 그로 인한 경제적 어려움, 해외 여행에 대한 정부의 규제로 인해 해외 여행을 하기 힘들었고 공무상 출장, 기술 훈련 등 좁은 범위의 이유에서만 여권이 발급되었다. 1960년대 이후 해외 여행으로 인한 외화 낭비를 막기 위해 해외 여행에 대한 제한과 규제가 지속적으로 검토되어 왔다. 그러나 1980년대 동안에 한국 사회에 세계화의 바람이 불면서 해외 여행의 자유화가 일어나기 시작했다. 이 후로 한국인들은 자유롭게 해외 여행을 할 수 있게 되었다.
가족이나 친구들과 휴가 일정을 조정하는데 어려움을 겪는 현대 한국인들의 바쁜 생활방식과 1인 가구의 증가로 인해 혼자 여행하는 한국인의 수가 증가하고 있다. 이에 따라 단기간에 혼자 갈 수 있는 한국에서 가까운 여행지의 인기가 높아지고 있다. 2016년 비행기 티켓 분석 결과에 따르면 한국인에게 가장 인기 있는 해외 여행지는 오사카, 방콕, 도쿄순 이었다. 게다가 오사카, 도쿄, 상하이는 한국인들의 재방문률이 높다. 그러나 런던, 파리, 로마와 같은 유럽의 여행지는 지리적으로 먼 거리, 값비싼 항공료 및 높은 비용으로 인해 재방문률이 떨어졌다.
해외 관광객들은 주로 2006년에 세계 최고의 공항으로 선정된 서울 근교의 인천국제공항을 통해 한국으로 입국한다. 부산의 김해국제공항과 제주도의 제주국제공항도 자주 이용된다.

## 통계
2013년에 여행 및 관광(국내 및 해외)은 한국 GDP에 직접적으로 26조 7000억원을 기여했으며, 한국에서 직접적으로 617,500개의 일자리를 창출했다.

### 입국
관광을 위해 대한민국으로 입국한 국적별 방문자 수는 다음과 같다.
| 순위 | 국가                | 2019       | 2018       | 2017       | 2016       | 2015       |
| ---- | ------------------- | ---------- | ---------- | ---------- | ---------- | ---------- |
| 1    | 중국                | 6,023,021  | 4,789,512  | 4,169,353  | 6,948,372  | 4,712,133  |
| 2    | 일본                | 3,271,706  | 2,864,110  | 2,223,214  | 2,213,099  | 1,742,531  |
| 3    | 대만                | 1,260,493  | 1,095,329  | 907,065    | 816,953    | 504,233    |
| 4    | 미국                | 1,044,038  | 967,992    | 868,881    | 866,186    | 767,613    |
| 5    | 홍콩                | 694,934    | 669,960    | 643,973    | 638,838    | 511,703    |
| 6    | 태국                | 571,610    | 558,912    | 498,551    | 470,107    | 371,769    |
| 7    | 베트남              | 553,731    | 457,818    | 324,740    | 251,402    | 162,765    |
| 8    | 필리핀              | 503,867    | 460,168    | 448,702    | 556,745    | 403,622    |
| 9    | 말레이시아          | 408,590    | 348,362    | 279,558    | 280,039    | 199,705    |
| 10   | 러시아              | 343,057    | 302,542    | 270,247    | 233,973    | 188,106    |
|      | 총 외국인 관광객 수 | 14,684,047 | 12,514,705 | 10,415,594 | 13,932,925 | 10,135,489 |

| 연도 | 대한민국에 입국한 외국인 관광객의 수 | 전년 대비 변화율 (%) |
| ---- | ------------------------------------ | -------------------- |
| 2003 | 4,752,762                            | -11.1                |
| 2004 | 5,818,138                            | +22.4                |
| 2005 | 6,022,752                            | +3.5                 |
| 2006 | 6,155,046                            | +2.2                 |
| 2007 | 6,448,240                            | +4.8                 |
| 2008 | 6,890,841                            | +6.9                 |
| 2009 | 7,817,533                            | +13.4                |
| 2010 | 8,797,658                            | +12.5                |
| 2011 | 9,794,796                            | +11.3                |
| 2012 | 11,140,028                           | +13.7                |
| 2013 | 12,175,550                           | +9.3                 |
| 2014 | 14,201,516                           | +16.6                |
| 2015 | 13,231,651                           | -6.8                 |
| 2016 | 17,241,823                           | +30.3                |
| 2017 | 13,335,758                           | -22.7                |
| 2018 | 15,346,879                           | +15.1                |
| 2019 | 17,502,756                           | +14.0                |

#### 중국

한국을 찾는 중국인 관광객의 수. 2017년 3월부터 중국인 관광객 수는 사드 배치에 대한 보복으로 급감했다.

중국은 수년간 한국의 가장 큰 관광 고객이었다. 2016년에 중국 관광객이 한국의 전체 외국인 관광객의 46.8%를 차지했다. 그러나 중국은 주한미군이 사드(THAAD, Terminal High Altitude Area Defense, 고고도 미사일 방어체계)를 한국에 배치하기 시작한 이후에 중국인 단체 관광을 금지시켰다. 2017년 4월부터 중국인 관광객 수는 전년 대비 60% 이상 급감했다.

#### 일본

2005년~2015년 시이의 한국과 일본 관광객 수의 비교

2012년에 이명박 대통령이 독도를 방문하고, 일본의 식민 지배에 대한 일본 국왕의 사과를 요구한 이래로 일본 대중의 한국에 대한 이미지는 크게 악화되었다. 한국을 방문한 일본인 관광객은 2012년 350만명에서 2015년 180만명으로 절반가량 감소했고, 일본을 방문한 한국인 관광객은 2012년 200만명에서 2015년 400만명으로 2배 증가했다.

### 내국인 관광객

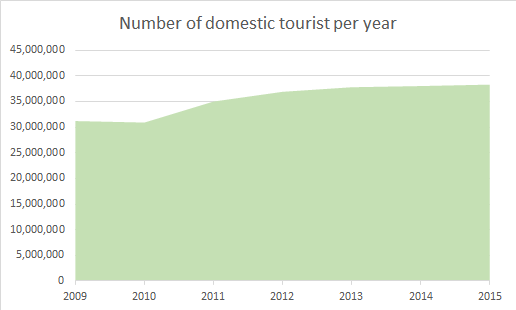
연간 국내 관광객 수

| 연도 | 연간 내국인 관광객의 수 |
| ---- | ----------------------- |
| 2015 | 38,307,303              |
| 2014 | 38,027,454              |
| 2013 | 37,800,004              |
| 2012 | 36,914,067              |
| 2011 | 35,013,090              |
| 2010 | 30,916,690              |
| 2009 | 31,201,294              |

### 한국 내 관광지

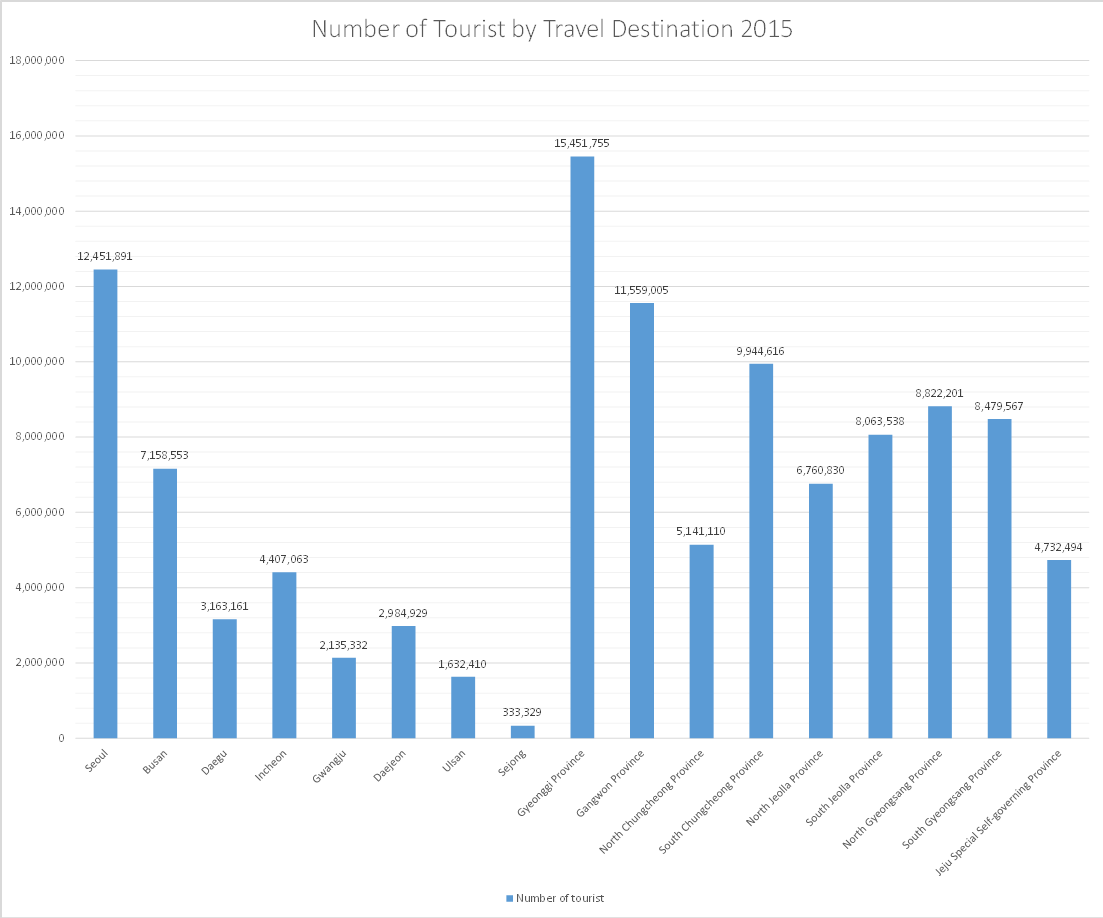
2015년 여행지별 관광객 수

| 행정 구역      | 관광객의 수 |
| -------------- | ----------- |
| 서울특별시     | 12,451,891  |
| 부산광역시     | 7,158,553   |
| 대구광역시     | 3,163,161   |
| 인천광역시     | 4,407,063   |
| 광주광역시     | 2,135,332   |
| 대전광역시     | 2,984,929   |
| 울산광역시     | 1,632,410   |
| 세종특별자치시 | 333,329     |
| 경기도         | 15,451,755  |
| 강원도         | 11,559,005  |
| 충청북도       | 5,141,110   |
| 충청남도       | 9,944,616   |
| 전라북도       | 6,760,830   |
| 전라남도       | 8,063,538   |
| 경상북도       | 8,822,201   |
| 경상남도       | 8,479,567   |
| 제주특별자치도 | 4,732,494   |

### 출국

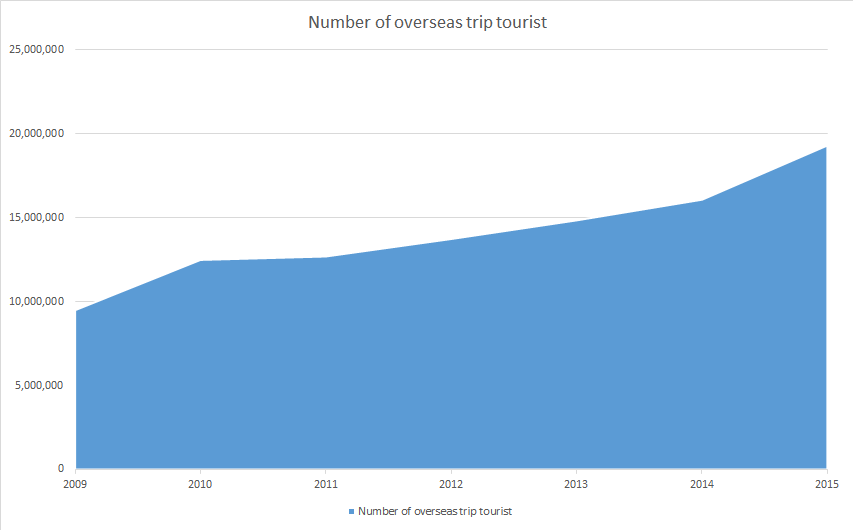
해외 여행 관광객 수

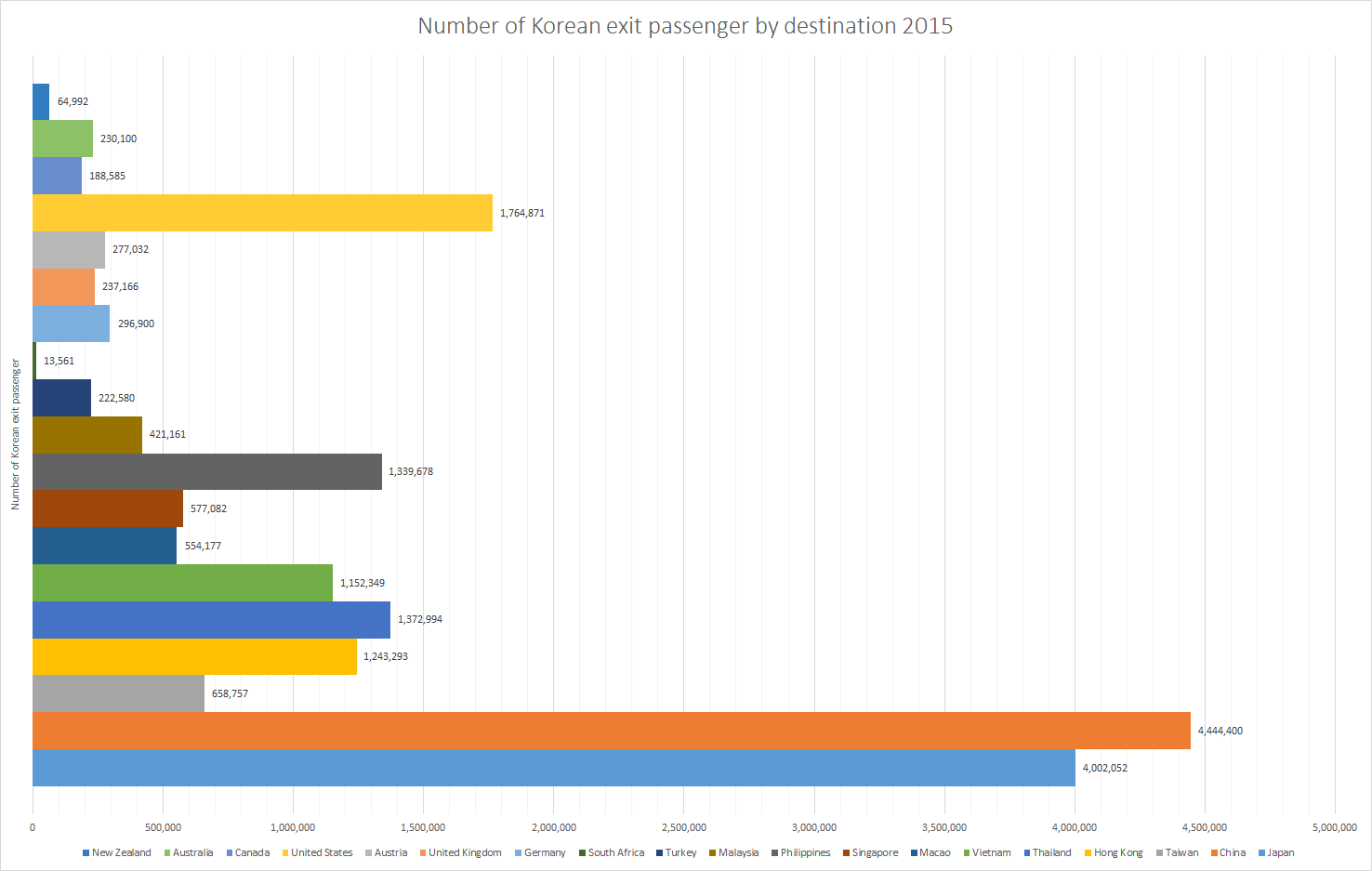
2015년 목적지별 한국인 출국자 수

| 연도 | 해외 여행 관광객의 수 |
| ---- | --------------------- |
| 2015 | 19,310,430            |
| 2014 | 16,080,684            |
| 2013 | 14,846,485            |
| 2012 | 13,736,976            |
| 2011 | 12,693,733            |
| 2010 | 12,488,364            |
| 2009 | 9,494,111             |

| 목적지   | 목적지   | 한국인 출국자 수 |
| -------- | -------- | ---------------- |
| 아시아   | 중국     | 4,444,400        |
| 아시아   | 일본     | 4,002,052        |
| 아시아   | 태국     | 1,372,994        |
| 아시아   | 필리핀   | 1,339,678        |
| 아시아   | 홍콩     | 1,243,293        |
| 아시아   | 베트남   | 1,152,349        |
| 아시아   | 타이완   | 658,757          |
| 아시아   | 싱가포르 | 577,082          |
| 아시아   | 마카오   | 554,177          |
| 아메리카 | 미국     | 1,764,871        |

## 관광 명소
한국의 역사적인 관광 명소로는 고대의 수도였던 서울, 경주, 부여가 있다.
특히 설악산과 지리산을 포함한 백두대간의 산들과 강원 삼척의 환선굴과 충북 단양의 동굴들, 부산의 해운대 해수욕장과 충남 태안의 만리포 해수욕장 등의 자연적인 관광 명소가 있다.
제주도를 필두로 한국에는 많은 섬들이 있다. 여객선은 남해안과 서해안에서 꽤 흔하며 동해안에도 울릉도까지 운항하는 여객선이 있다. 주로 한국인들에 의한 독도로의 제한된 관광은 최근에 독도에 대한 정치적인 결과로 성장했다.
보령 머드 축제, 청도 소싸움 축제와 같은 많은 지방 축제들이 해마다 열린다.

### 주요 관광지

#### 서울특별시

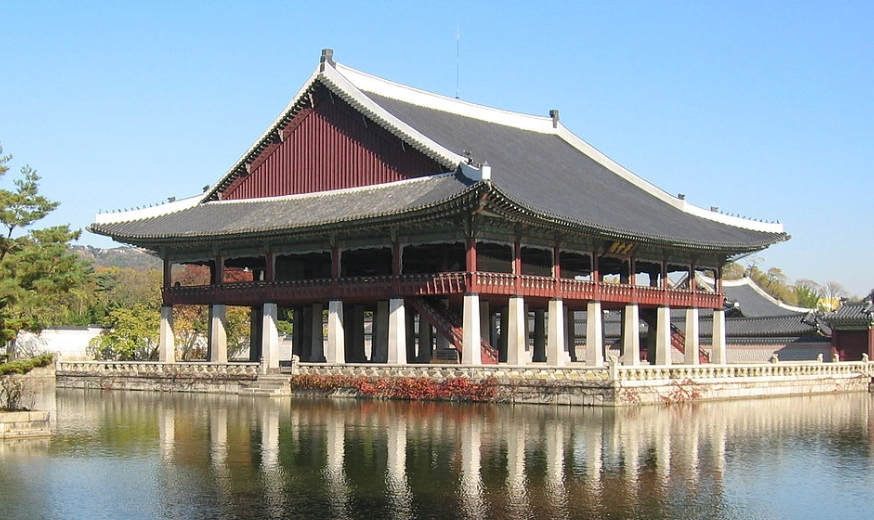
서울의 경복궁 경회루

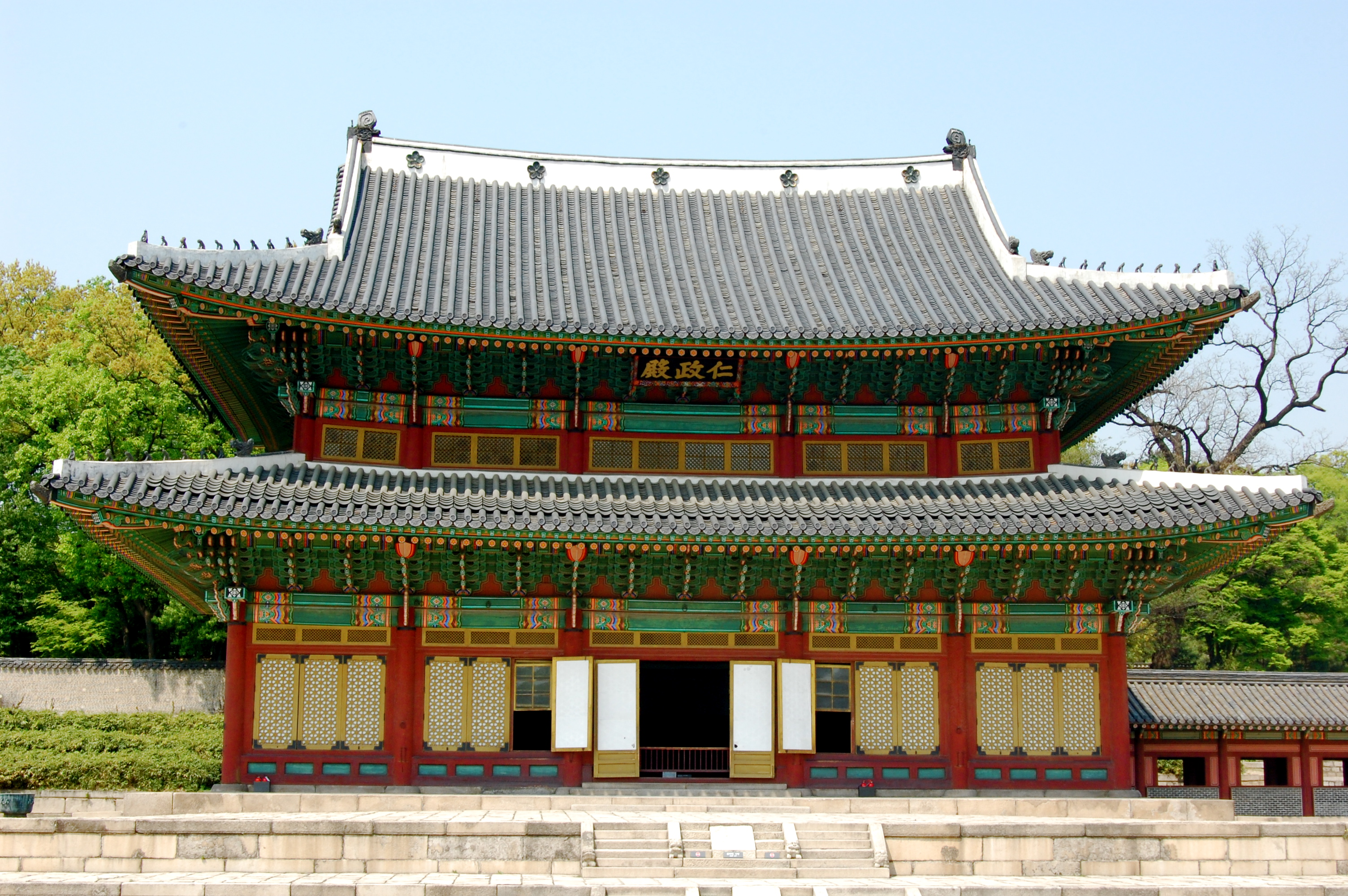
창덕궁(유네스코 세계유산) 인정전

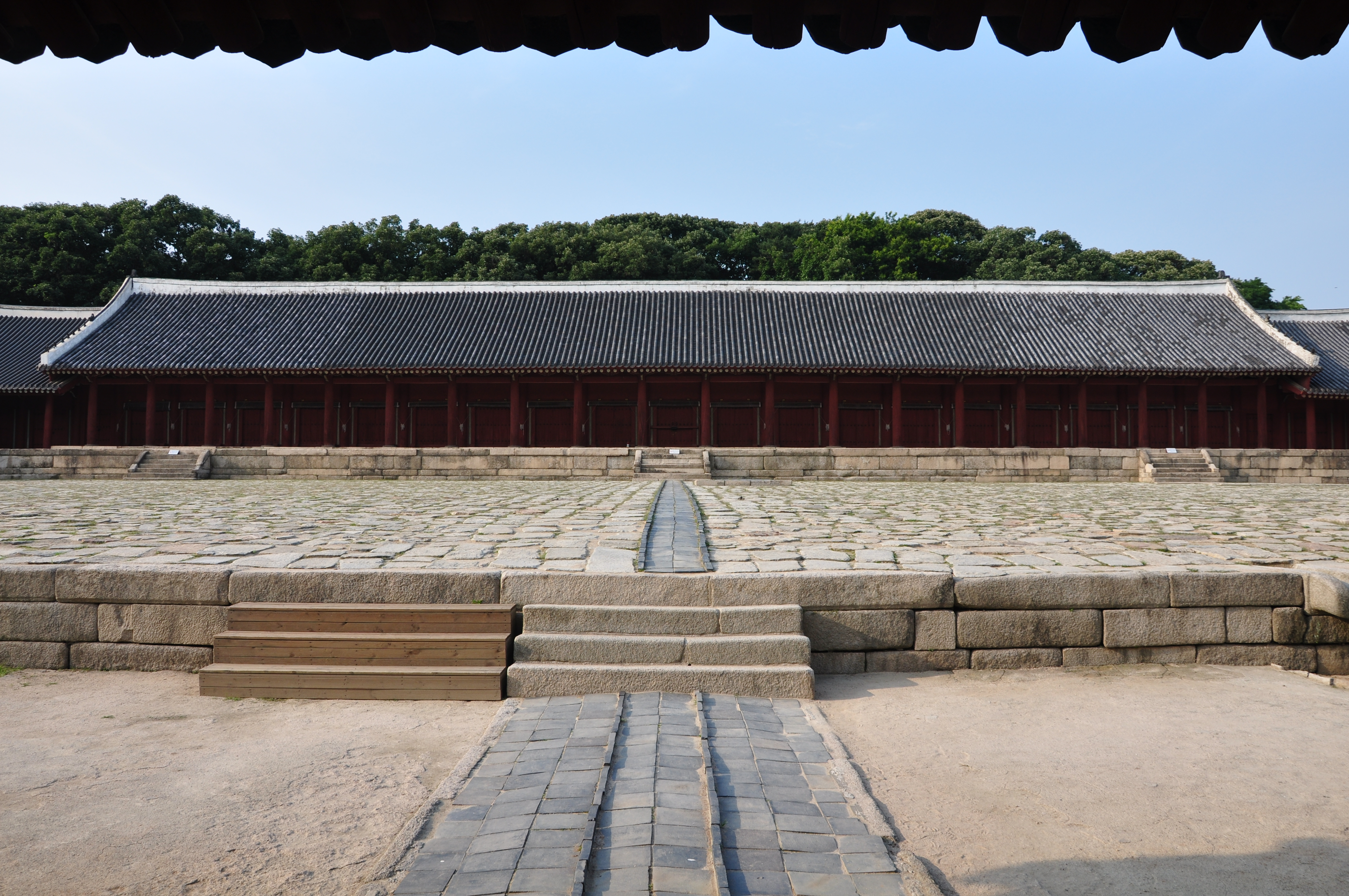
종묘(유네스코 세계유산) 정전

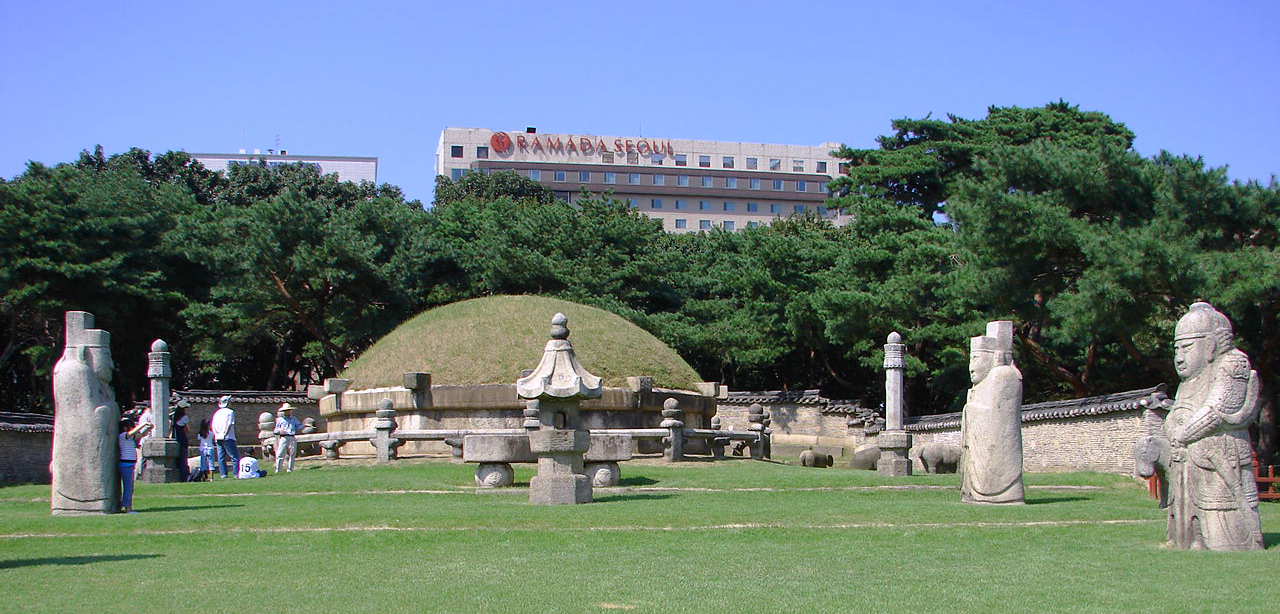
조선왕릉(유네스코 세계유산) 중 성종과 계비 정현왕후 윤씨의 무덤인 선릉

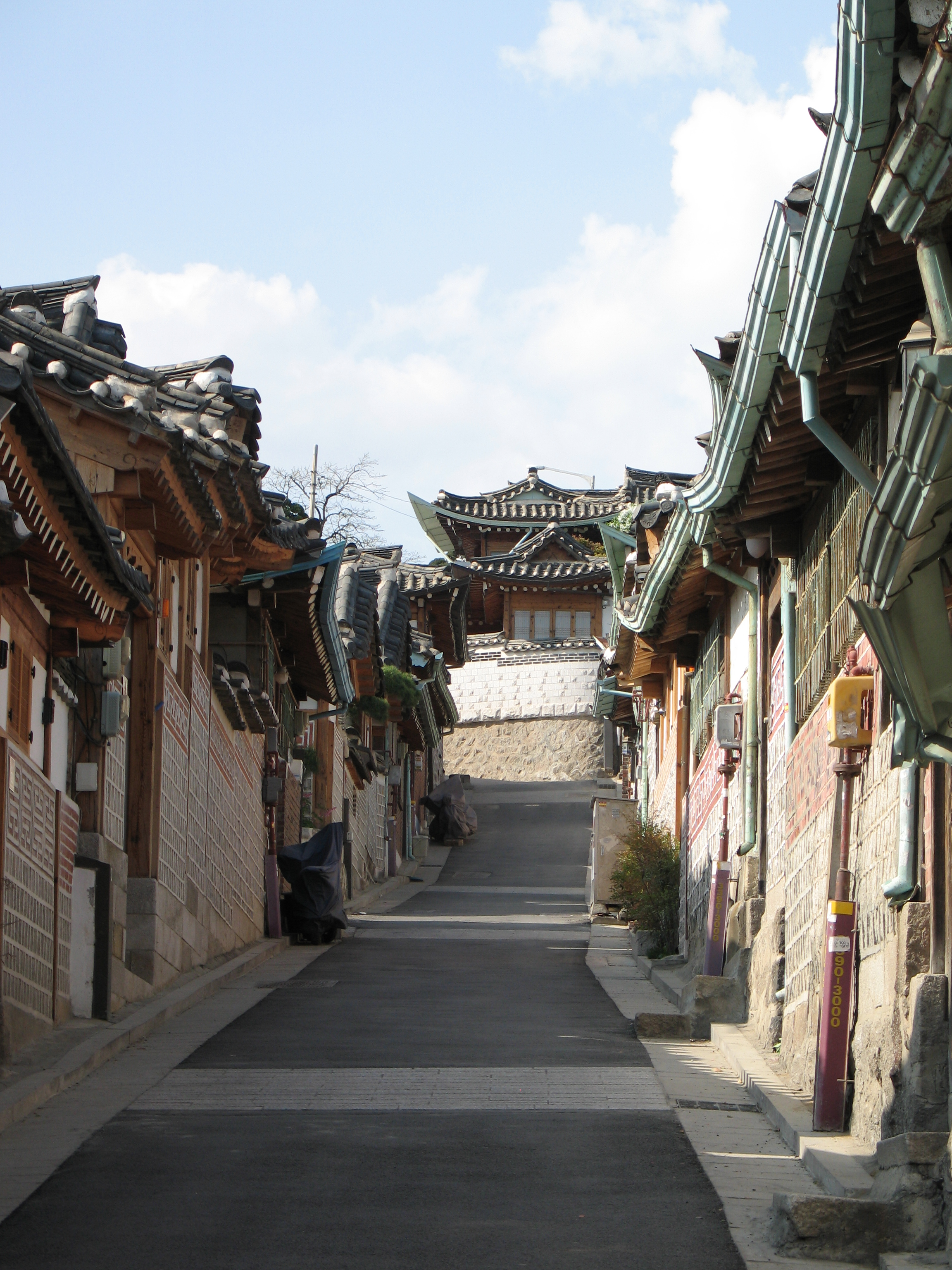
서울의 북촌 한옥마을

서울의 인구는 9,981,673명이며, 대한민국에서 가장 큰 도시이다. 많은 사람들이 모이는 가운데 서울에는 축제, 공연, 쇼핑 장소, 관광 명소등 많은 문화 공간이 있다.
외국인들에게 서울은 한국의 전통 문화와 현대 문화가 공존하는 곳이기 때문에 매력적인 관광지이다.
게다가 한국인들은 다양한 문화 활동을 즐기기 위해 서울에 온다. 문화 인프라의 수도 집중화로 인해 서울과 다른 지역들 간에 문화적 격차가 있다. 문화체육관광부에 따르면 공공 도서관, 박물관, 미술관 등 전체 문화 인프라의 36.4%가 서울에 집중되어 있다. 따라서 많은 한국인들이 서울로 여행을 간다.
- 경복궁
- 창덕궁 (유네스코 세계유산)
- 창경궁
- 덕수궁
- 경희궁
- 종묘 (유네스코 세계유산)
- 조선왕릉 (유네스코 세계유산)
- 광화문광장
- 한양도성
- 63빌딩
- N서울타워
- 북촌 한옥마을
- 전쟁기념관
- 조계사
- 국립중앙박물관
- 청계천
- 남대문시장

#### 부산광역시

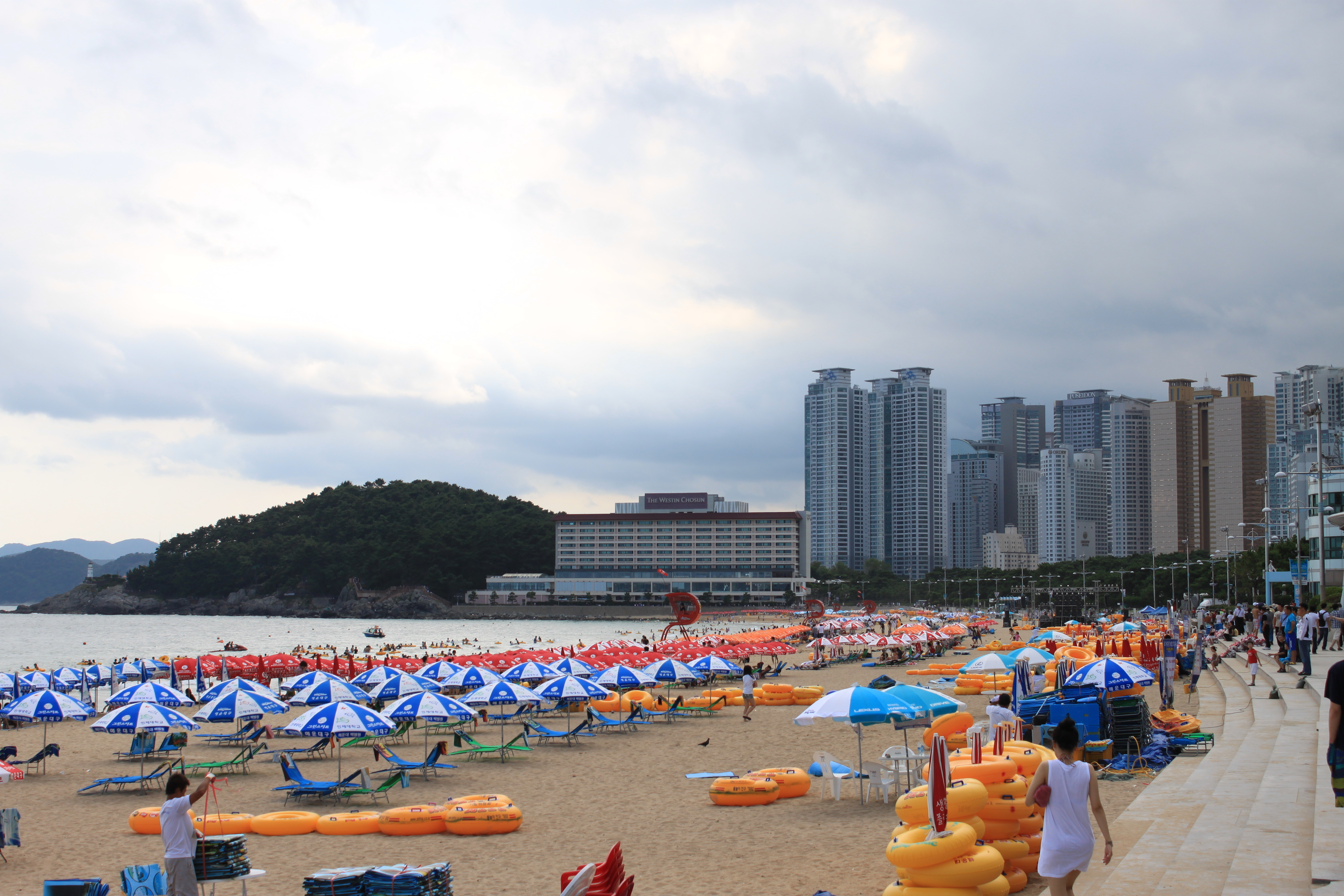
부산의 해운대해수욕장

부산은 대한민국에서 두 번째로 큰 도시이다. 부산은 대한민국의 남동부 해안에 위치하고 있어서 해변과 온천과 같은 관광 명소가 풍부하다. 한국인들은 더운 여름에 부산에 있는 해변을 방문한다. 또한, 부산에는 다양한 축제가 있다. 지역 축제 및 예술 행사를 포함한 11개의 축제가 매년 개최된다. 매년 8월에 부산 바다 축제가 열리고, 매년 10월에 부산국제영화제가 개최된다. 부산 자갈치축제는 한국의 대표적인 문화 관광 축제로 발전하고 있다. 이러한 다양한 축제와 장소로 인해 많은 사람들이 부산으로 여행을 간다. 또한 소셜 네트워크 서비스(Social Network Service, SNS)의 영향은 부산을 인기있는 관광 명소로 만들었다. 부산광역시 문화 관광 공식 페이스북과 공식 블로그 사이트에서 부산의 관광 명소를 홍보하고 있다.
- 해운대해수욕장
- 범어사
- 해동용궁사
- 금정산성
- 동래읍성지
- 동래향교
- 충렬사
- 국제시장
- 자갈치시장

#### 대구광역시
- 팔공산
- 동화사
- 파계사
- 계산성당
- 성모당
- 달성공원
- 경상감영
- 대구향교
- 국립대구박물관
- 국립대구과학관
- 대구미술관
- 대구수목원
- 서문시장

#### 인천광역시
- 고창 화순 강화 고인돌 유적 (유네스코 문화유산)
- 송도 센트럴파크
- 전등사
- 마니산
- 인천 차이나타운
- 월미도
- 광성보

#### 광주광역시
- 국립5·18민주묘지
- 무등산 국립공원
- 광주시립민속박물관
- 국립광주박물관
- 증심사

#### 대전광역시
- 한밭 수목원
- 유성온천
- 엑스포과학공원
- 대전광역시립미술관

#### 경기도
- 조선왕릉 (유네스코 세계유산)

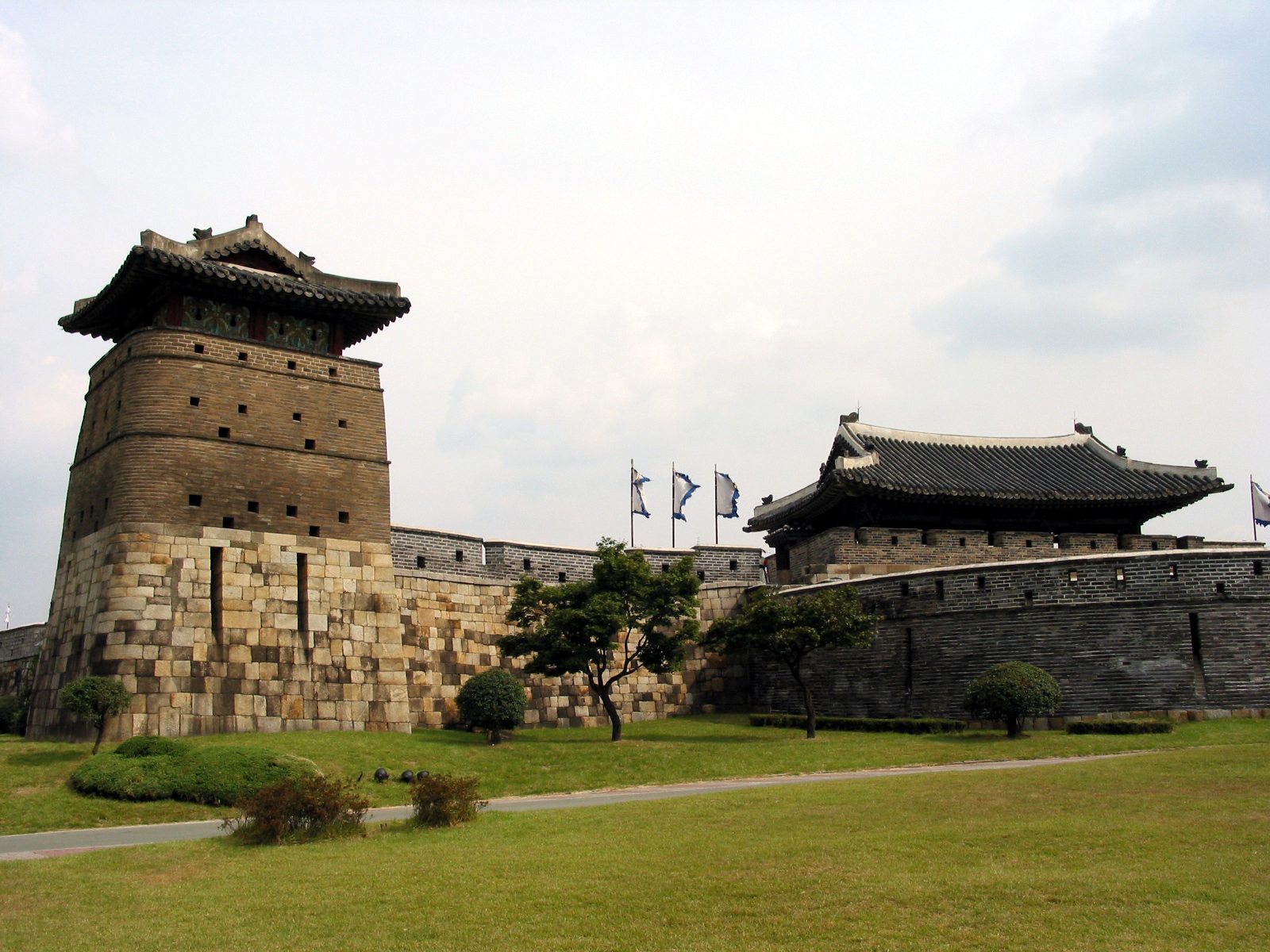
수원의 화성(유네스코 세계유산)

- 수원 — 수원 화성 (유네스코 세계유산)
- 광주 — 남한산성 (유네스코 세계유산)
- 구리 — 동구릉 (유네스코 세계유산)
- 파주 — 한반도 비무장 지대, 판문점
- 용인 — 에버랜드, 한국민속촌, 용인대장금파크
- 가평 — 아침고요수목원

#### 강원특별자치도
- 조선왕릉 (유네스코 세계유산)
- 속초 — 설악산, 울산바위, 신흥사
- 강릉 — 오죽헌, 선교장, 경포대
- 평창 — 월정사, 오대산, 대관령
- 동해
- 양양 — 낙산사

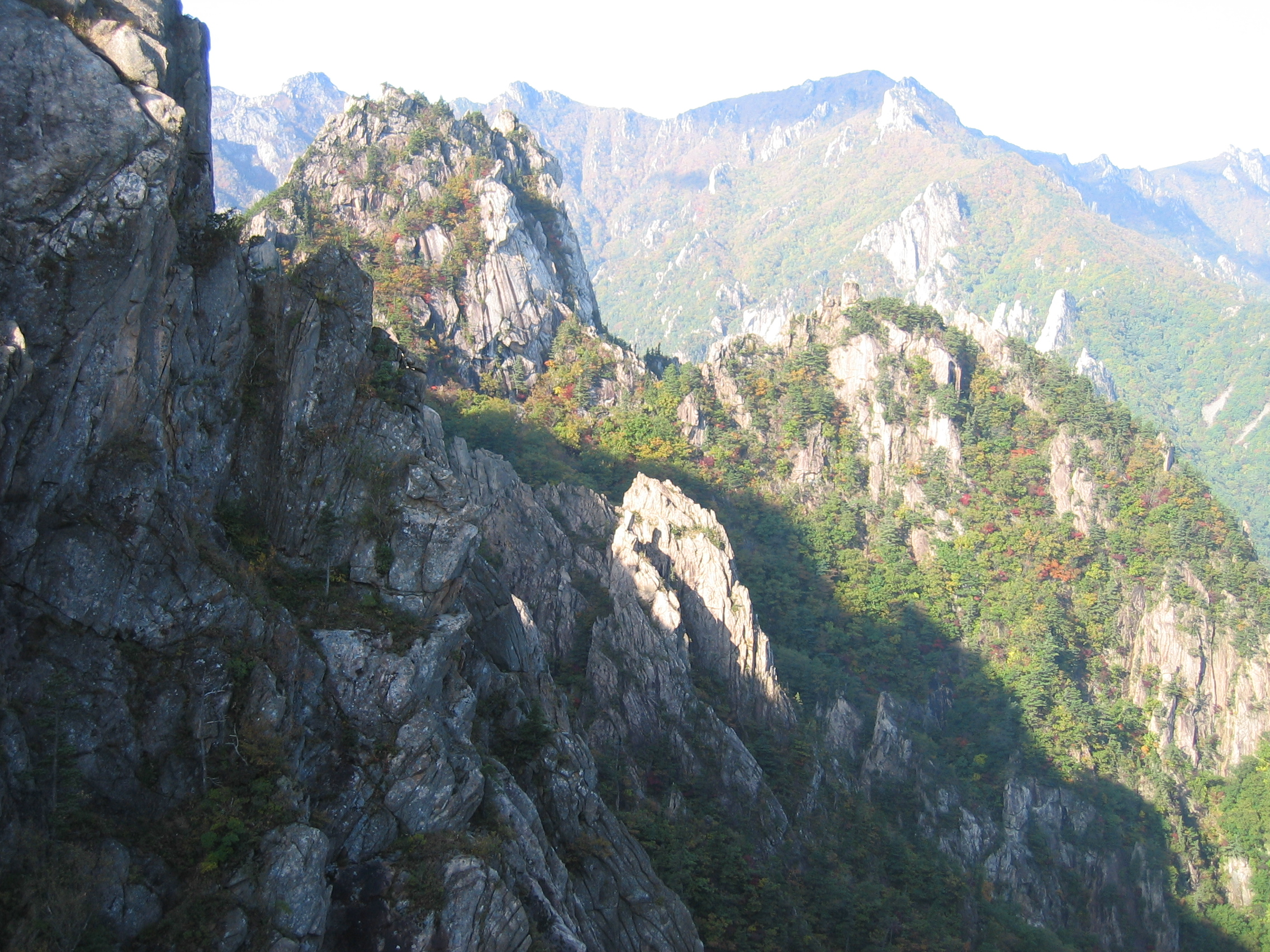
강원특별자치도의 설악산

- 삼척 — 삼척 해양 레일바이크, 환선굴과 대금굴, 해신당 공원, 삼척 장미공원
- 원주 — 강원감영, 구룡사, 박경리 문학공원
- 정선 — 몰운대
- 홍천 — 홍천 수타사
- 고성
- 영월 — 장릉, 영월 어라연, 고씨굴, 김삿갓 유적지, 영월 청령포, 별마로천문대, 동강사진박물관, 봉래산
- 태백 — 태백산, 망경사, 황지연못
- 철원 — 철원평화전망대, 백마고지 위령비 (한국 전쟁)
- 횡성
- 인제
- 양구
- 화천

#### 충청북도

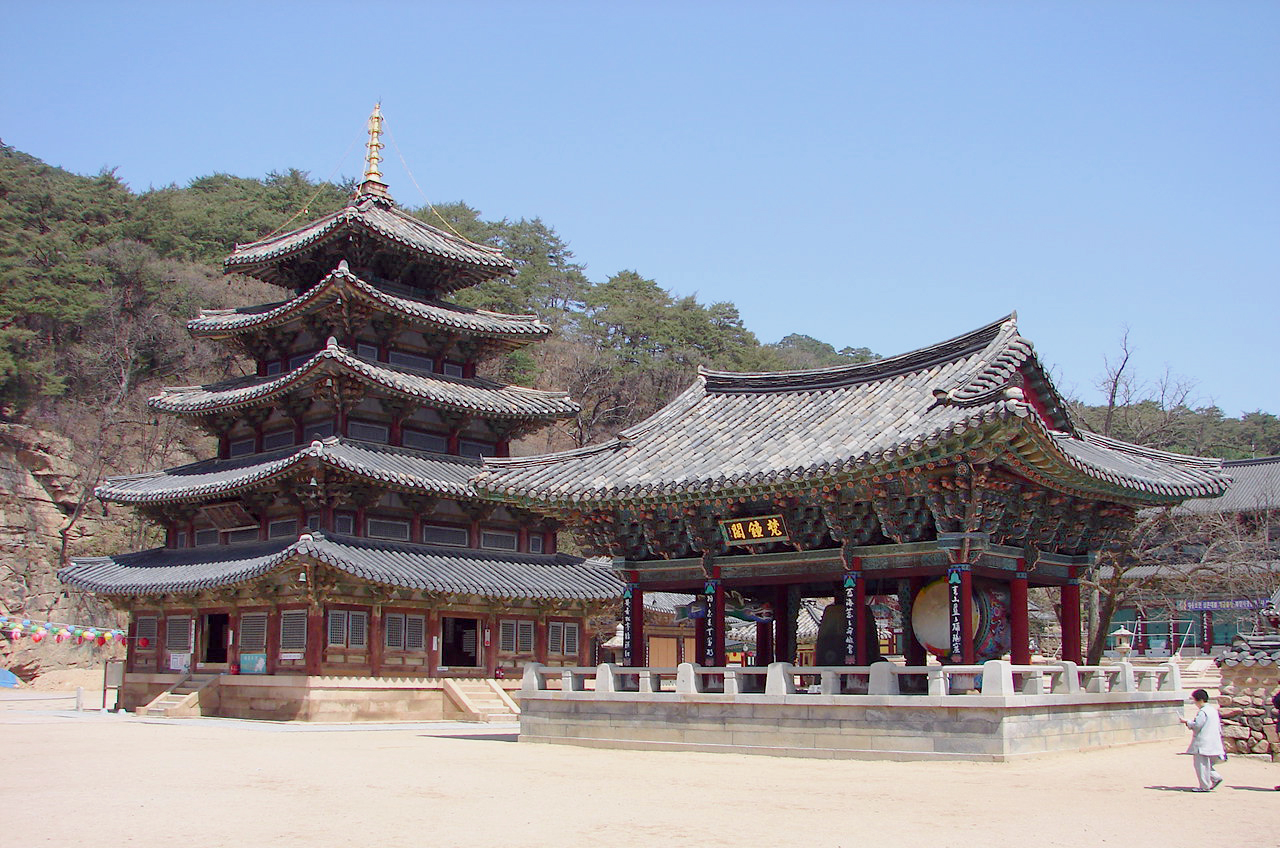
보은의 법주사(유네스코 세계유산)

- 보은 — 법주사(유네스코 세계유산), 속리산, 보은 삼년산성, 선병국 가옥
- 단양 — 구인사, 단양 고수동굴, 단양 온달동굴, 도담삼봉
- 청주 — 국립청주박물관, 청남대, 상당산성
- 진천 — 진천 종박물관, 보탑사

#### 충청남도
- 공주 — 무령왕릉, 공산성, 마곡사(유네스코 세계유산), 동학사, 갑사, 공주 선화당, 국립공주박물관, 백제역사유적지구(유네스코 세계유산)
- 부여 — 국립부여박물관(백제 금동대향로), 부여 정림사지 오층석탑, 궁남지, 낙화암, 무량사, 부여 능산리 고분군, 백제역사유적지구(유네스코 세계유산)
- 천안 — 독립기념관, 각원사
- 서산 — 서산 용현리 마애여래삼존상, 서산 해미읍성
- 논산 — 논산 관촉사 석조미륵보살입상

#### 전라북도

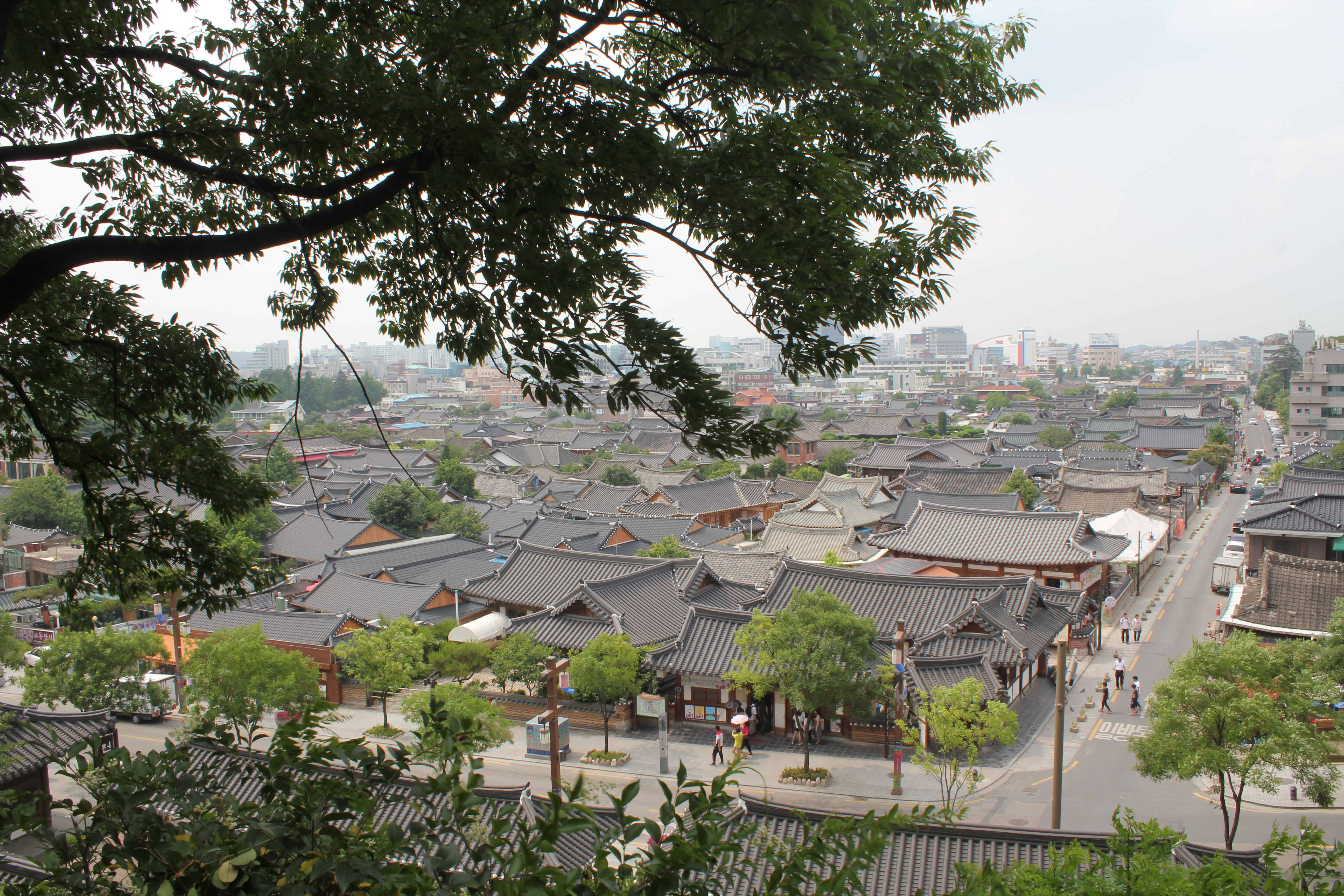
전주의 한옥마을

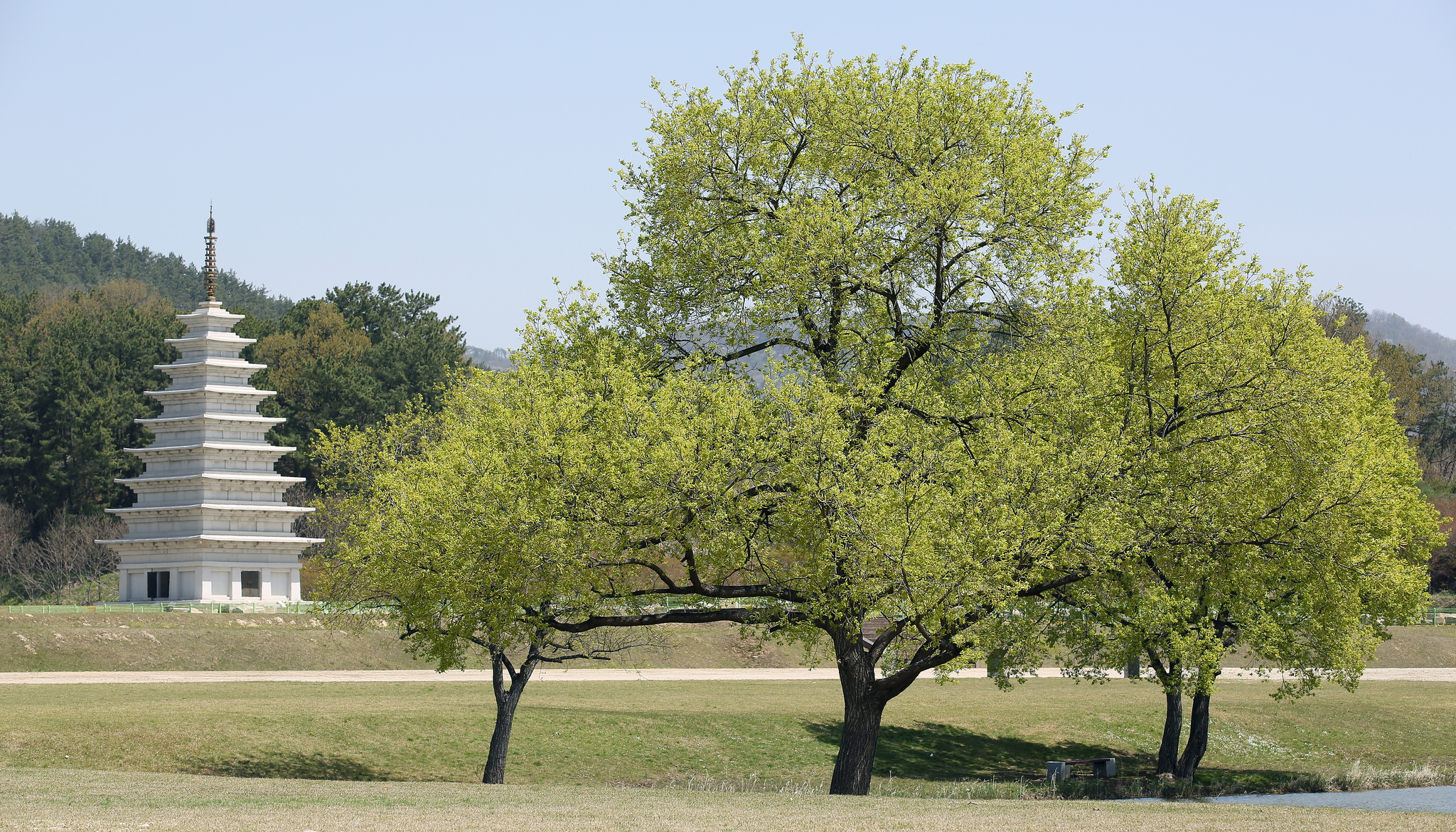
익산의 미륵사지

- 전주 — 전주 한옥마을, 전동성당, 경기전, 전주한지박물관, 어진박물관, 전주 풍패지관, 전주향교
- 남원 — 광한루, 춘향 테마파크, 남원 만인의총, 실상사, 남원 교룡산성
- 고창 — 고창읍성, 선운사, 고창판소리박물관, 고창 화순 강화 고인돌 유적(유네스코 세계유산)
- 익산 — 익산 미륵사지, 백제역사유적지구(유네스코 세계유산)
- 김제 — 금산사
- 군산 — 군산 신흥동 일본식 가옥
- 부안 — 변산반도국립공원
- 진안 — 탑사

#### 전라남도

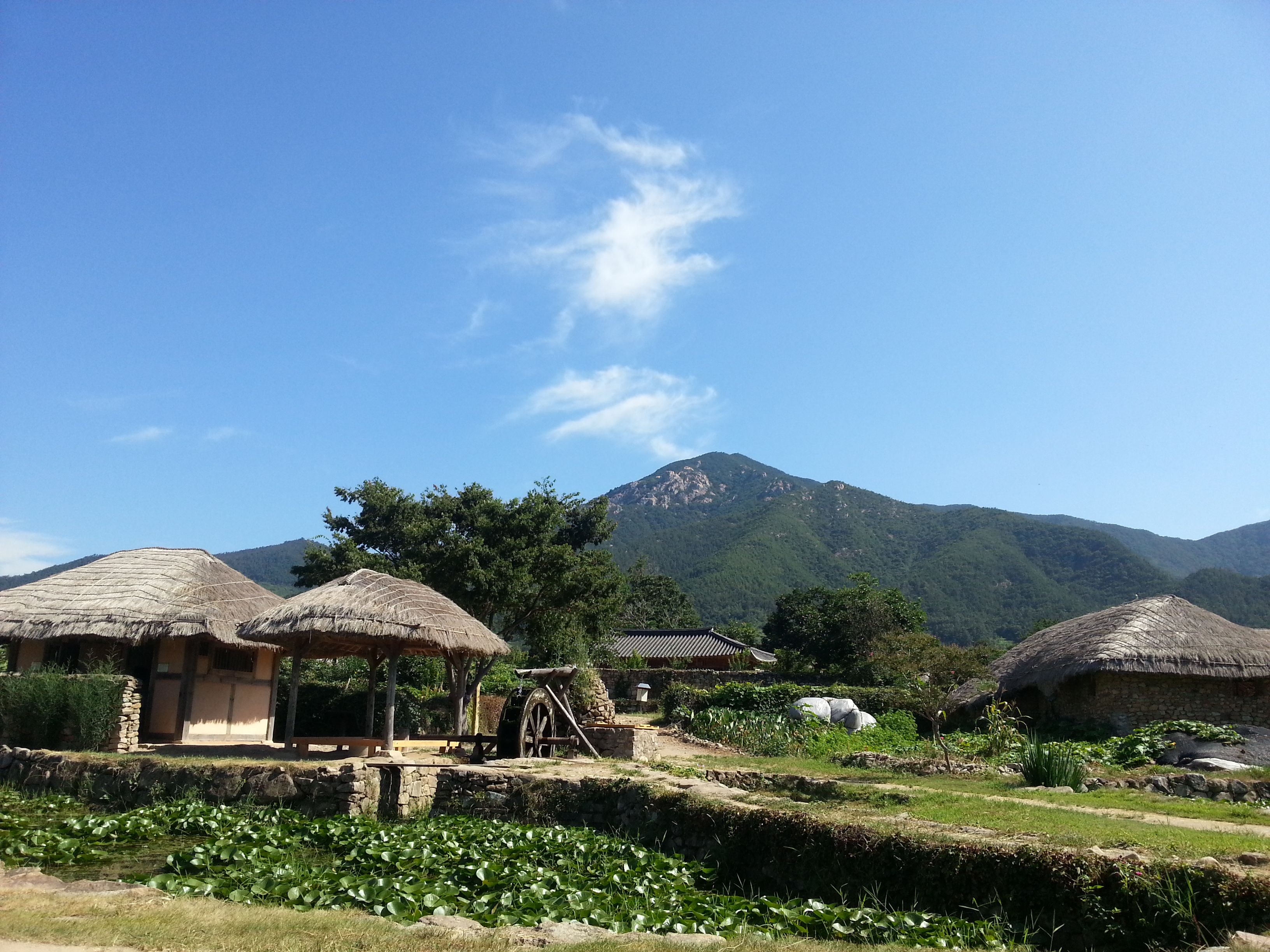
순천의 낙안읍성

- 여수 — 여수 진남관, 향일암, 이순신 광장
- 순천 — 송광사, 선암사(유네스코 세계유산), 낙안읍성
- 목포 — 목포근대역사관, 목포 갓바위, 유달산
- 해남 — 땅끝마을, 미황사, 대흥사(유네스코 세계유산)
- 구례 — 화엄사
- 담양  — 담양 죽녹원, 메타세쿼이아길, 소쇄원
- 보성  — 보성 녹차밭 대한다원

#### 경상북도

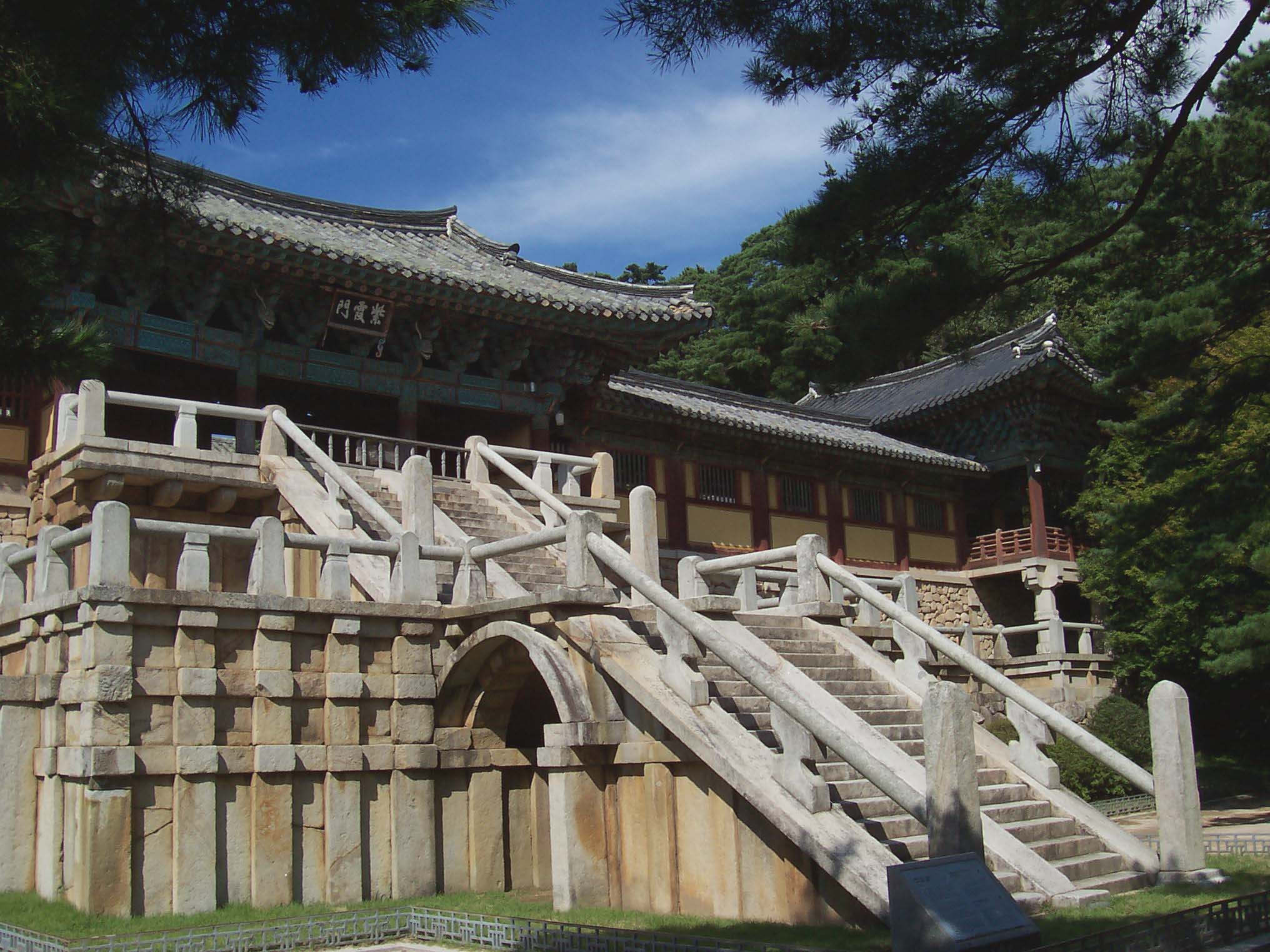
경주의 불국사(유네스코 세계유산)

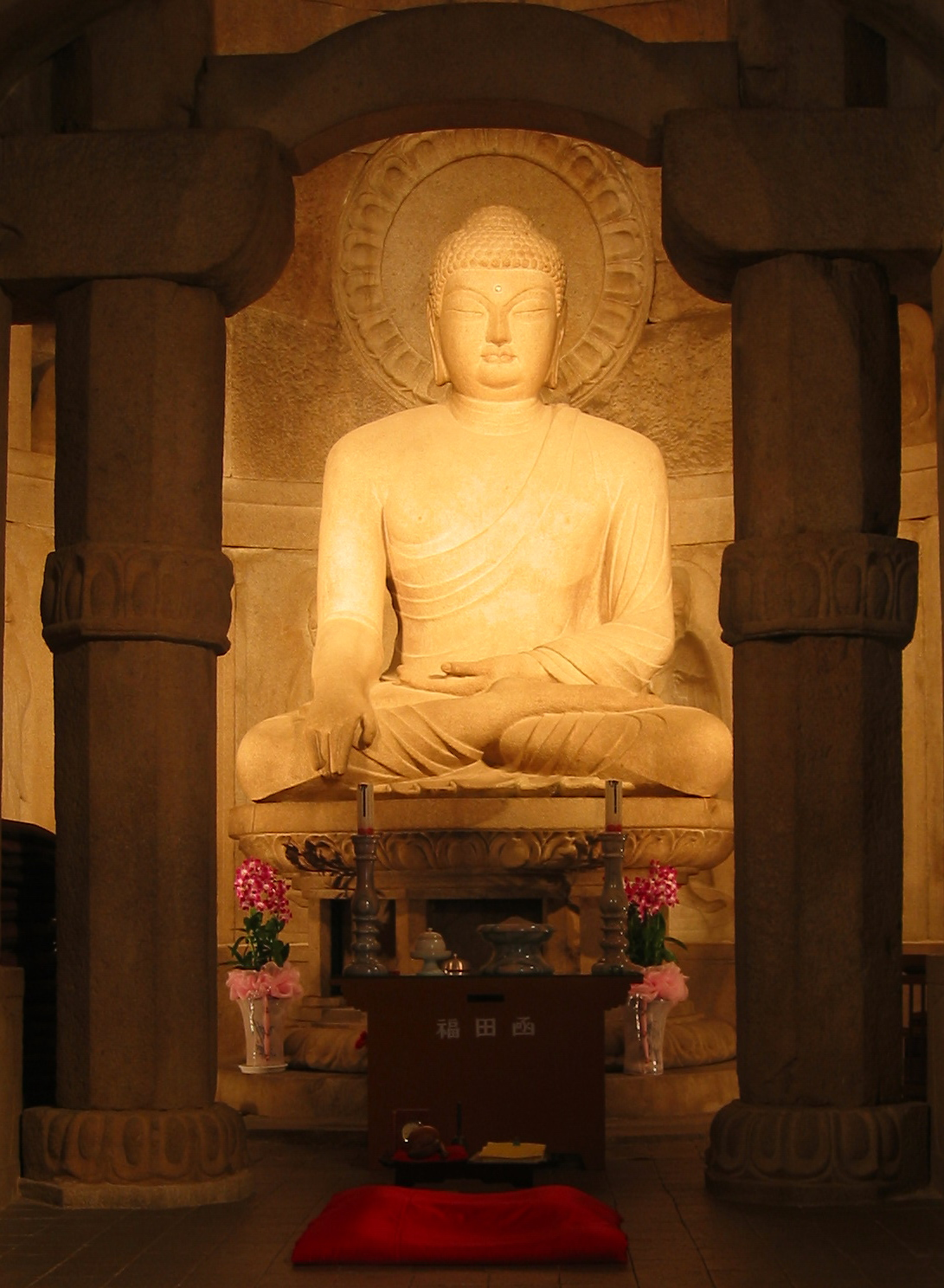
경주의 석굴암(유네스코 세계유산)

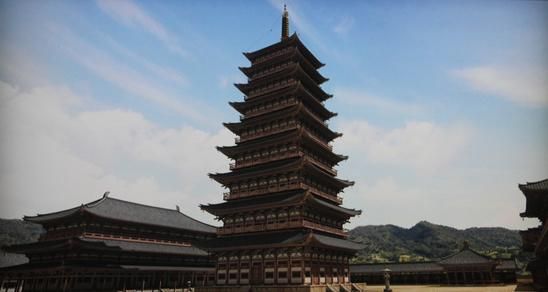
경주의 황룡사지(복원중)

- 경주 — 불국사(유네스코 세계유산), 석굴암(유네스코 세계유산), 동궁과 월지, 국립경주박물관, 천마총, 첨성대, 경주 양동마을(유네스코 세계유산), 분황사, 경주역사유적지구(유네스코 세계유산)
- 안동 — 안동 하회마을(유네스코 세계유산), 하회동 탈박물관, 도산서원, 병산서원, 월령교, 봉정사(유네스코 세계유산)
- 영주 — 부석사(유네스코 세계유산)
- 문경 — 문경새재
- 울릉도 — 독도

#### 경상남도
- 양산 — 통도사(유네스코 세계유산)
- 합천 — 해인사, 해인사 장경판전(유네스코 세계유산)
- 통영 — 동피랑 벽화마을
- 진주 — 진주성, 국립진주박물관
- 거제 — 거제도 포로수용소, 신선대
- 남해 — 가천 다랭이마을, 남해 독일마을
- 김해 — 수로왕릉, 수로왕비릉
- 창녕 — 우포늪
- 밀양 — 영남루, 표충사, 얼음골

#### 제주특별자치도
- 한라산

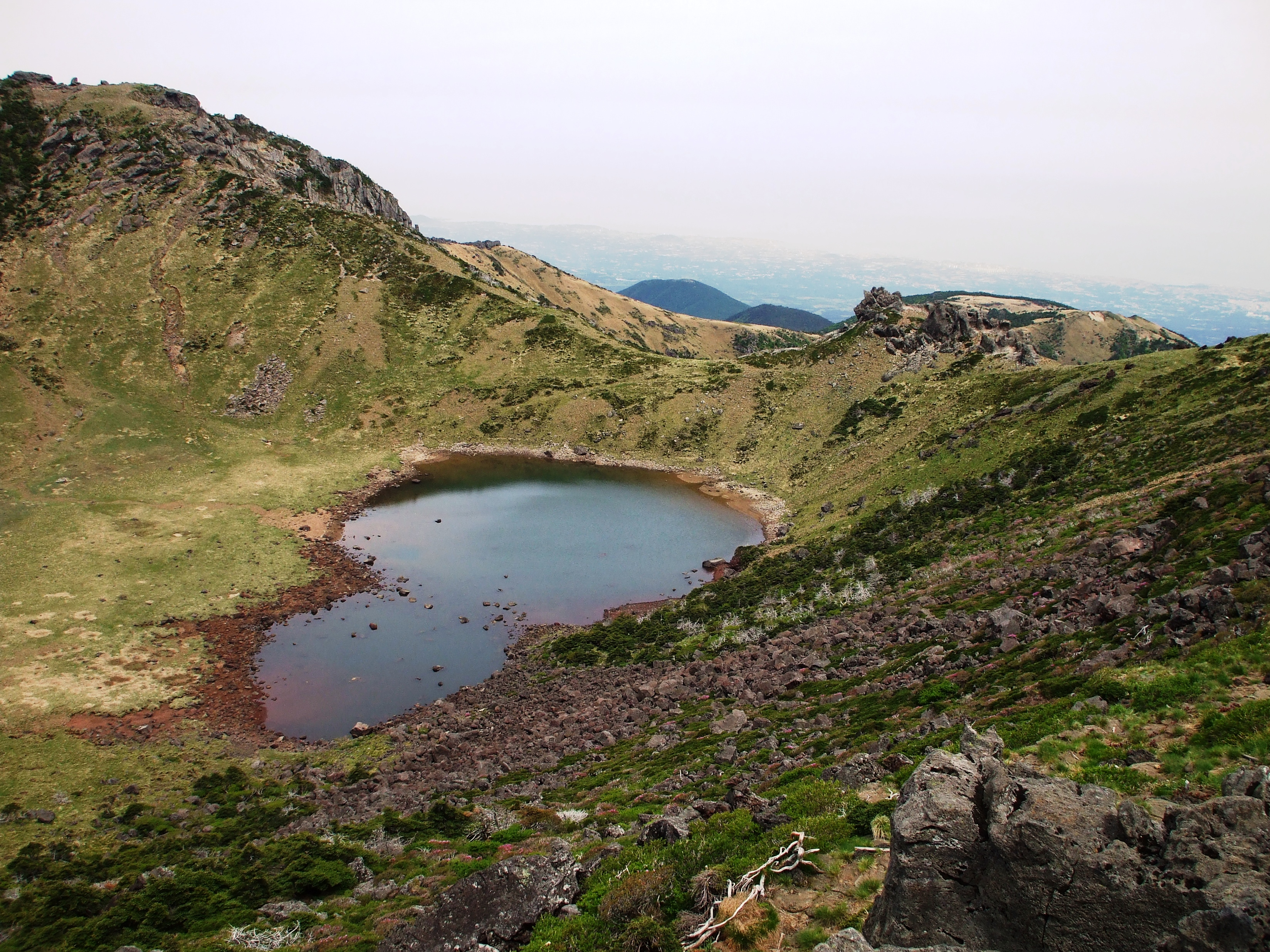
제주도의 한라산

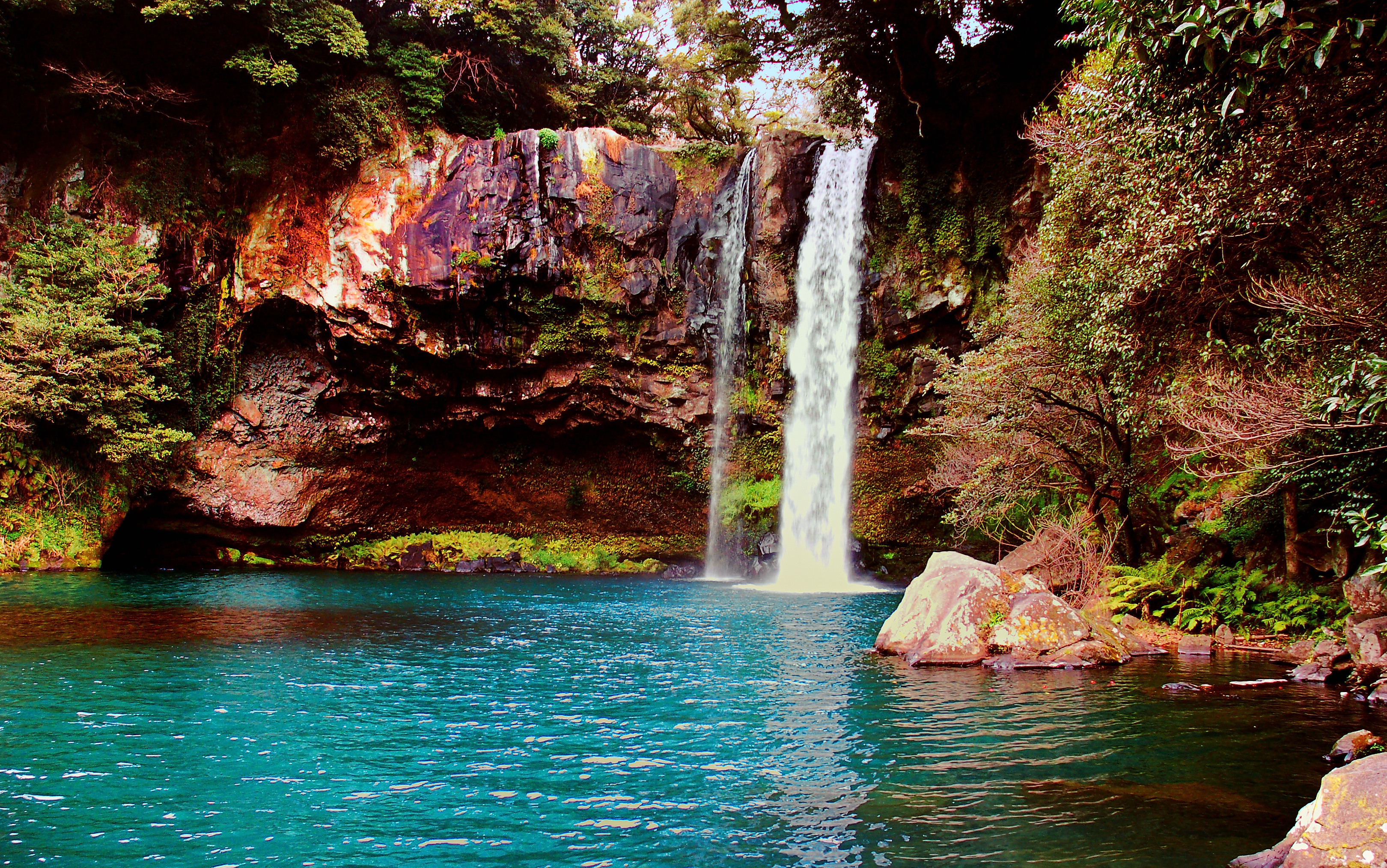
제주도의 천지연폭포

- 제주 화산섬과 용암 동굴(유네스코 세계유산)
- 천제연 폭포와 천지연 폭포
- 한림공원
- 약천사
- 제주 김녕굴 및 만장굴
- 제주 돌문화 공원

## 행사
한국은 1986년 아시안 게임, 1988년 하계 올림픽, 1993년 세계 박람회, 2002년 FIFA 월드컵(일본과 공동 개최), 2005년 APEC 회의, 2010년 서울 G20 정상회의, 2014년 아시안 게임, 2018년 동계 올림픽, 2023년 세계 스카우트 잼버리 등 많은 국제 행사를 주최했다.

## 같이 보기
- 대한민국의 비자 정책
- 한국관광공사(KTO)
- 한국의 문화
- 한류 (문화)

## 더 읽을거리
- Korean Overseas Information Service (2004). 《Handbook of Korea 4th ed》. Seoul: Hollym. ISBN 978-1-56591-212-0.